# Rudo Schwarz

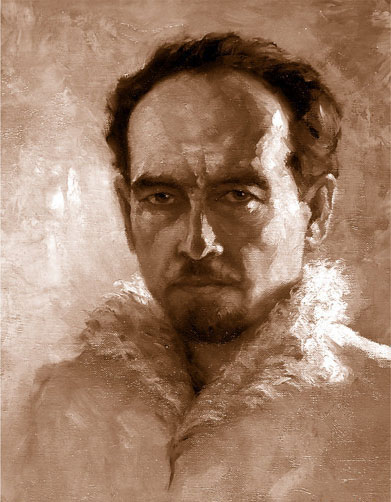
Rudo Schwarz, Selbstporträt, 1954, Öl auf Leinwand

Rudo Schwarz (* 29. Oktober 1906 in Deutsch Gabel; † 9. August 1983 in Heppenheim) war ein deutscher Maler, Zeichner, Fotograf und Autor, der als „Künstlersoldat“ bekannt geworden ist.

## Leben und Werk
Rudo Schwarz wurde als jüngstes Kind des Steueroberverwalters Julius Schwarz und Anna Schwarz geboren. Nach seinem Abitur 1925 absolvierte er eine Fotografenlehre und nahm Mal- und Zeichenunterricht an der Privatakademie Hauptmann-Sommer in Böhmisch-Leipa. 1938 heiratete er Hertha (geb. Förster).
Als Soldat der deutschen Wehrmacht wurde er in Deutschland, danach in Polen, Griechenland, auf Kreta und in Jugoslawien eingesetzt. Auf Kreta schuf er zwei Tagebücher von über 500 Seiten, die neben der Beschreibung von Land und Leuten auch circa 300 Zeichnungen und Aquarelle enthalten. In dem Tagebuch sind auch viele maßstabsgetreue Dokumentationen von Ausgrabungsstätten, Wandreliefs und Fundstücken der minoischen Paläste und anderer Kulturgüter enthalten. Dazu kommen noch zwei Alben mit circa 500 Photos aus diesem Zeitraum.
1945 geriet er für vier Jahre in jugoslawische Kriegsgefangenschaft, wobei über 100 großformatige Arbeiten verloren gingen, die seither als verschollen gelten. Auch hier entstand ein Tagebuch, trotz Zwangsarbeit im Straßen- und Bergbau. 1949 kehrte er aus der Gefangenschaft zurück und ließ sich in Laudenbach bei Heidelberg als Landschafts- und Porträtmaler nieder. Sein letztes Bild vollendete er im Mai 1983 drei Monate vor seinem Tod.
Das Werkverzeichnis befindet sich im  Museum der Stadt Weinheim. Die Kretatagebücher I + II und die  Kreta-Fototagebücher I + II sowie 18 Gemälde wurden 2008 dem Historischen Museum Heraklion/Kreta als Schenkung überlassen und bilden heute das dortige „Rudo Schwarz Archiv“.

## Ausstellungen
- 1950: Heidelberger Stadtbücherei: Ein Maler sieht Kreta
- 1978: Darmstadt Stadtbücherei: Rudo Schwarz
- 1989: Historisches Rathaus, Heppenheim: Rudo Schwarz, sein Werk
- 2006: Weinheim Museum: Rudo Schwarz zum 100. Geburtstag
- 2010: Historisches Museum Heraklion, Kreta: Rudo Schwarz ein Künstler in Uniform
- 2011: Benaki-Museum, Athen: Rudo Schwarz ein Künstler in Uniform
- 2015: Rathaus Laudenbach: Rudo Schwarz – Ein Laudenbacher Künstler auf Reisen

## Veröffentlichungen
- Von Mainz nach Kreta im Winter 1942-43: Das Reisetagebuch des „Künstlersoldaten“ Rudo Schwarz. Harrassowitz Verlag, 2015, ISBN 978-3-447-10304-6.
- Das besetzte Kreta 1941 - 1945. Harrassowitz Verlag, 2015, ISBN 978-3-447-10186-8.
- Kretatagebuch. Historischen Museum Heraklion, Kreta 2012,  ISBN 978-960-9480-06-2.
- Rudo Schwarz ein Künstler in Uniform. Historischen Museum Heraklion, Kreta 2010, ISBN 978-960-9480-00-0.
- Heidelberg – nach Ölgemälden von Rudo Schwarz. Texte: Bernd Boehle. Brausdruck, Heidelberg 1985.

## Auszeichnungen und Ehrungen
- Eine Rudo-Schwarz-Straße wurde 1996 in Heppenheim nach dem Künstler benannt.
- Die Grabstätte des Kunstmalers Rudo Schwarz wird als Ehrengrab auf dem Friedhof Laudenbach nach einem Ratsbeschluss vom 4. Februar 2009 langfristig erhalten.
- Am 29. Oktober 2006 ehrte die Gemeinde Laudenbach den Künstler durch eine Gedenkfeier zum 100. Geburtstag an seiner Grabstätte.

## Presseveröffentlichungen und Fernsehreportagen
- 28. Februar 1989: Südhessische Post Heppenheim „Rudo Schwarz Sonderausstellung“
- 13. Oktober 2006: Weinheimer Nachrichten „Erinnerung an Kunstmaler und Künstlersoldat“
- 30. Oktober 2006: Weinheimer Nachrichten „Gedenkveranstaltung Friedhof Laudenbach“
- 23. Oktober 2008: Fernsehübertragung der Nachlassschenkung an das Historische Museum Heraklion/Kreta
- 23. Oktober 2008: Presseartikel in Paris Heraklion und anderen Zeitungen über die Schenkung
- 4. Mai 2010: Fernsehübertragung der Eröffnung der Sonderausstellung „Rudo Schwarz ein Künstler in Uniform“ im Historical Museum Heraklion. Kreta
- 4. Mai 2010: Presseveröffentlichungen in allen Tageszeitungen der Insel
- August 2010: Sonderbericht in der Illustrierten „Stigmes“ Athen über die Ausstellung
- 24. Januar 2011: Artikel in Das Blättchen Berlin Rudo Schwarz – kretischen Impressionen
- 5. Dezember 2015 Artikel in „Weinheimer Nachrichten“ Ausstellung Künstler Rudo Schwarz Laudenbach

„Eine Büste bleibt als Erinnerung“